# Бородинский клад

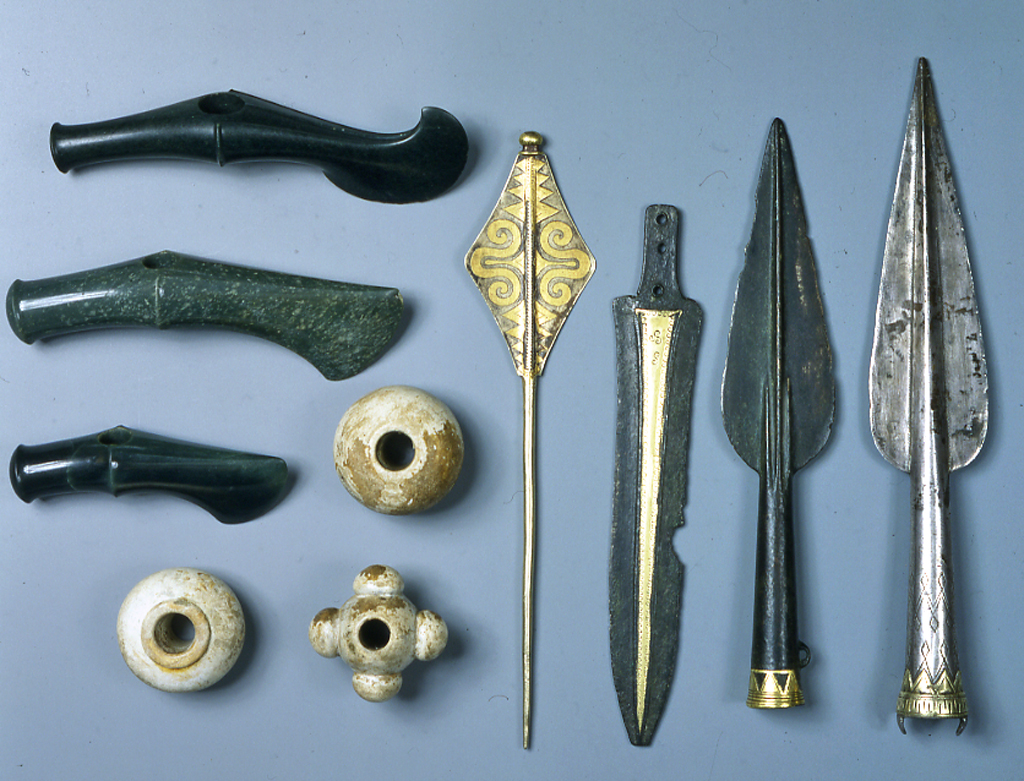
Бородинский клад

Бородинский клад (Бессарабский клад) ― находка близ села Бородино Аккерманского уезда Бессарабской губернии (сейчас в Тарутинском районе Одесской области, Украина), состоящая из предметов вооружения из серебра, бронзы и других драгоценных материалов. Относится к Сейминско-турбинскому феномену
Клад был обнаружен местными крестьянами, которые передали его в полицию. С 1923 года сокровища клада находятся в Государственном историческом музее.

## Содержание клада
Клад найден в 1912 году у села Бородино Аккерманского уезда Бессарабской губернии. Датируется началом второй половины II тыс. до н. э.
Содержит предметы вооружения: 6 каменных отшлифованных нефритовых боевых топоров, 2 серебряных и бронзовых наконечника копий и одну втулку от копья, бронзовый с золотой накладкой кинжал, массивную серебряную булавку, 3 навершия булав из мыльного камня.

## Особенности клада
Найденные предметы относятся к разным культурам: так, копья более характерны для поволжского Турбинского могильника, булавы более присущи Северному Кавказу, булавка и кинжал скорее типичны для эгейской цивилизации, нефрит вообще неизвестного происхождения. Напрашивается версия: эти предметы оказались у одного человека, скорее всего, в результате военных походов или в результате ограблений захоронений (такое было и в древности).
Подобные предметы находили в бассейне Дуная ― в Венгрии и Чехии. Формы копий типичны для Восточного Закавказья, они встречаются в раскопках Северного Кавказа, а также в степных районах Центральной России, что говорит о несомненных связях племён.
Самое тяжёлое копьё имеет длину в 34,1 см и весит 519,1 г, изготовлено из высокопробного серебра 916 пробы.
Другое копьё меньших размеров весит 280,8 г, сделано из низкопробного серебра 400 пробы ― сплав серебра и меди. Спектральный анализ металла копья определил источник поступления металла: Никольское месторождение серебра и Приуралье.
Копья, технически состоящие из пера, втулки, ушек и петли, отлиты целиком в двусторонних литейных формах. Эта техника литья говорит об определённом уровне развития тогдашней отливки. Сначала круглый стержень пера был откован и превращен в четко выступающее ребро. Лезвия копий были оттянуты и хорошо прокованы. Края лезвий заточены не полностью, а лишь в верхней, ближней к острию, части пера. По-видимому, серебряные копья берегли и старались не терять дорогого металла при заточке. После отливки поверхность копий отшлифована, неизвестный мастер убрал все литейные швы, поверхность заровнял и отшлифовал.
На поверхность пера первого копья и трёх втулок нанесен орнамент. Делалось это явно миниатюрными плоскими и круглыми чеканами. Все втулки копий украшены тонкой нарезкой и инкрустированы листовым золотом 750 пробы. Орнаменты выполнены в одной технике и одними и теми же художественными приемами. Сначала мастер чеканил узоры на серебряной основе копья, затем на орнамент накладывалась тонкая золотая пластина, настолько тонкая, что на инкрустацию всех трёх втулок было затрачено чуть больше 5 г листового золота. Изготовление тонкого листового золота тоже не было простым. На золотую накладку вторично наносили узор, во всех деталях повторяющий орнамент, нанесенный на серебряную основу копья. Получалось, что все линии на золотой пластине соответствовали линиям, нанесенным на серебро. Золото заполняло углубления в серебре и содействовало закреплению золотой пластинки на копье. Эта технология была известна уже в древних культурах Передней Азии.
Дорогой характер материала и ритуальность захоронения позволяет сказать, что эти предметы принадлежали знатному человеку.

## Изучение клада
Клад был обнаружен местными крестьянами, добывающими камень из курганных насыпей у села Бородино. Полиция передала находку в губернский город, а оттуда она попала к одесскому археологу Э. Р. Штерну, который в 1913 году сделал о находке доклад на международном конгрессе историков в Лондоне, после чего клад приобрёл мировую известность.
Археологическая комиссия в 1914 году, ввиду несомненной значимости клада, рекомендовала передать его на хранение в Музей изящных искусств. В 1923 году клад перенесли в Государственный исторический музей, где он находится и поныне.
Впоследствии клад осматривался археологами, но наиболее детальный его анализ был сделан в 1949 году сотрудницей Государственного исторического музея О. А. Кривцовой-Граковой.
В 2018 году работы по изучению химического состава каменных изделий Бородинского клада провели физики лаборатории естественно-научных методов в гуманитарных науках Курчатовского комплекса НБИКС-природоподобных технологий. Ранее учёные полагали, что навершия топоров и булав сделаны из нефрита и мыльного камня соответственно. Однако результаты проведённых исследований показали, что три топора оказались жадеитовыми и три из минералов группы серпентинитов.